# Англо-фризские языки

Территориальное распространение англо-фризских языков.
Англские языки
английский
шотландский
Фризские языки
западнофризский
северофризский
восточнофризский

Англо-фризские языки — подгруппа западногерманских языков, включающая древнеанглийский, древнефризский и восходящие к ним языки.
Англо-фризское дерево языков:
- Англская ветвь
  - древнеанглийский †
  - среднеанглийский †
  - английский
    - йола †
    - Фингальский язык †

  - шотландский

- Фризская ветвь
  - древнефризский †
  - среднефризский †
  - западнофризский
  - восточнофризский
  - северофризский

Англо-фризские языки отличаются от других западногерманских языков законом ингевонских носовых спирант, произношением переднего «А» (англ. A-fronting), палатализацией (смягчением) древненемецкого *К к переднеязычным согласным перед гласными переднего ряда, например:
- англ. cheese, западнофризский — tsiis (ср. нидерл. kaas, нижненемецкий Kees, нем. Käse) или
- англ. church, западнофризский — tsjerke (ср. нидерл.  kerk, нижненемецкий — Kerk, нем. Kirche).

Носители древних англо-фризских и древнесаксонского языков жили достаточно близко, чтобы сформировать языковой союз, поэтому англо-фризские языки имеют некоторые черты, характерные только для этих языков. Однако, несмотря на их общее происхождение, языковые кластеры «Англик» и фризский подверглись сильной дифференциации, в основном из-за сильного влияния норвежского и французского языков на «англик» и голландского и немецкого влияния на фризский кластер. В результате в настоящее время фризские языки имеют гораздо больше общего с голландским языком и нижненемецкими диалектами, в то время как языки «Англика» находятся под сильным влиянием северонемецких (и не только немецких) диалектов.

## Фонетическая история англо-фризских языков
Основные изменения, повлиявшие на звучание гласных в англо-фризских языках, в хронологическом порядке :
- назализация западногерманского ā̆ перед носовым согласным;
- потеря n перед спирантом, что приводит к удлинению и назализации предшествующего гласного;
- настоящее и прошедшее время во множественном числе сводится к одной форме;
- A-fronting : WGmc→ ǣ , даже в дифтонгах ai и au;
- палатализация (но не фонемизация палатальных согласных);
- переход ǣ → а под влиянием соседних согласных;
- переход ǣ → ē в древнеанглийских диалектах (исключая западносаксонский) и фризских языках;
- восстановление a перед гласной заднего ряда в следующем слоге; фризский æu → au → древнефризский ā/a;
- в западносаксонском дифтонгизация нёбных согласных;
- i — мутации, следующие за синкопой;
- фонемизация палатальных согласных и ассибиляция;
- слияние соседних гласных звуков и обратная этому мутация.

## Сравнение числительных
Сравнение количественных числительных от 1 до 10 в англо-фризских языках:
| Язык                            | 1       | 2               | 3        | 4       | 5     | 6     | 7      | 8      | 9       | 10    |
| ------------------------------- | ------- | --------------- | -------- | ------- | ----- | ----- | ------ | ------ | ------- | ----- |
| Английский                      | one     | two             | three    | four    | five  | six   | seven  | eight  | nine    | ten   |
| Шотландский                     | ane ae* | twa             | three    | fower   | five  | sax   | seiven | aicht  | nine    | ten   |
| Йола                            | oan     | twye            | dhree    | vour    | veeve | zeese | zeven  | ayght  | neen    | dhen  |
| Западнофризский                 | ien     | twa             | trije    | fjouwer | fiif  | seis  | sân    | acht   | njoggen | tsien |
| Восточнофризский                | aan     | twäi twäin twoo | träi     | fjauwer | fieuw | säks  | soogen | oachte | njugen  | tjoon |
| Северофризский (диалект муринг) | iinj ån | tou tuu         | trii tra | fjouer  | fiiw  | seeks | soowen | oocht  | nüügen  | tiin  |

- Ae /eː/, /jeː/ форма, используемая перед именами.[3]

## Сравнение фризской лексики с английской, немецкой и нидерландской
| Фризский    | Английский             | Нидерландский                   | Немецкий           |
| ----------- | ---------------------- | ------------------------------- | ------------------ |
| dei         | day                    | dag                             | Tag                |
| rein        | rain                   | regen                           | Regen              |
| wei         | way                    | weg                             | Weg                |
| neil        | nail                   | nagel                           | Nagel              |
| tsiis       | cheese                 | kaas                            | Käse               |
| tsjerke     | church kirk (Scotland) | kerk                            | Kirche             |
| tegearre    | together               | samen tezamen tegader (archaic) | zusammen           |
| sibbe       | sibling*               | sibbe                           | Sippe              |
| kaai        | key                    | sleutel                         | Schlüssel          |
| ha west     | have been              | ben geweest                     | bin gewesen        |
| twa skiep   | two sheep              | twee schapen                    | zwei Schafe        |
| hawwe       | have                   | hebben                          | haben              |
| ús          | us                     | ons                             | uns                |
| hynder      | horse                  | paard ros (dated)               | Ross / Pferd       |
| brea        | bread                  | brood                           | Brot               |
| hier        | hair                   | haar                            | Haar               |
| ear         | ear                    | oor                             | Ohr                |
| doar        | door                   | deur                            | Tür                |
| grien       | green                  | groen                           | Grün               |
| swiet       | sweet                  | zoet                            | süß                |
| troch       | through                | door                            | durch              |
| wiet        | wet                    | nat                             | nass               |
| each        | eye                    | oog                             | Auge               |
| dream       | dream                  | droom                           | Traum              |
| it giet oan | it’s on                | het gaat door                   | es geht weiter/los |

- слово sibling, означающее «родственник», в английском языке включает понятия «брат и сестра».

## Альтернативная классификация
Дерево англо-фризских языков было описано в XIX веке Августом Шлейхером.
Альтернативную классификацию англо-фризских языков предложил в 1942 немецкий лингвист Фридрих Маурер (1898—1984) в работе Nordgermanen und Alemannen. Маурер не считал англо-фризские языки подгруппой германских языков. Вместо этого он предложил концепцию ингевонских языков — по его мнению, общего предка древнефризского, древнеанглийского и древнесаксонского языков. Маурер не считал ингевонские языки единым монолитным праязыком, рассматривая их скорее как группу тесно связанных диалектов, которые сравнительно одновременно претерпели некоторые изменения.